# 商羯罗主
商羯羅主（中文音譯為商羯羅塞縛彌），印度新因明論師，約生活於西元六世紀，是古代印度因明學家陳那的弟子，代表作為《因明入正理論》。

## 名字釋義
“商羯羅”的意義是“骨瑣”，即人的骨架，亦為婆羅門教主神濕婆（大自在天）之別名（傳說其在世界初創時以苦行飢瘦形象度眾）；“塞縛彌”則為“主”之意，整體意義為「以大自在天為主」，命名緣由是商羯羅主父母向濕婆祈求後順利得子。在中國佛教典籍中商羯羅主則常被簡稱為天主。

## 思想
繼承和發揚了陳那前期的因明思想，代表作為《因明入正理論》。